# نور گالتن
نور گالتن (به دانمارکی: Nørre Galten) یک منطقهٔ مسکونی در دانمارک است که در شهرداری فاورسکو واقع شده‌است. نور گالتن ۲۲۲ نفر جمعیت دارد.